# Krzysztof Opawski
Krzysztof Opawski, né le 20 août 1950 à Łódź et mort le 27 novembre 2013 à Varsovie, est un universitaire, entrepreneur et homme politique polonais. Il est ministre des Infrastructures entre mai 2004 et octobre 2005.

## Biographie

### Formation et vie professionnelle
Il est diplômé de l'université de Łódź, où il a également obtenu un doctorat de sciences économiques. Il a travaillé auprès de l'université entre 1974 et 1982, puis à l'Académie polonaise des sciences (PAN) entre 1983 et 1993. À partir de 1990, il s'engage dans le secteur privé. Il devient président du conseil de la Bourse de Varsovie en 2002.

### Parcours politique
Le 2 mai 2004, Krzysztof Opawski est nommé ministre des Infrastructures dans le premier gouvernement minoritaire du social-démocrate Marek Belka. Il est confirmé le 11 juin, dans le second gouvernement minoritaire de coalition de Belka, le premier n'ayant pas reçu l'investiture de la Diète.
Du fait d'un changement de majorité parlementaire, il quitte son ministère le 31 octobre 2005 et retourne dans le privé.